# آنتی سومیالا
آنتی سومیالا (فنلاندی: Antti Sumiala؛ زادهٔ ۲۰ فوریهٔ ۱۹۷۴ بازیکن فوتبال اهل فنلاند بود.
از باشگاه‌هایی که در آن بازی کرده‌است می‌توان به ایکست اف اس، باشگاه فوتبال نورشوپینگ، باشگاه فوتبال ان‌ئی‌سی نایمخن، باشگاه فوتبال توئنته، باشگاه فوتبال فادوتس، باشگاه فوتبال لوکرن اوست والاندرن، باشگاه فوتبال اسپورتینگ کانزاس‌سیتی، و باشگاه فوتبال امن اشاره کرد.
وی همچنین در تیم ملی فوتبال فنلاند بازی کرده‌است.